# Darnell Lazare
Darnell Lazare (Lafayette, 29 gennaio 1985) è un ex cestista e allenatore di pallacanestro statunitense, professionista nella D-League, in Europa e in Oceania.

## Palmarès
- Campione NBDL (2014)